# Габбі-Ху
Габбі-Ху — піщаний острів в Червоному морі в архіпелазі Дахлак, належить Еритреї, адміністративно відноситься до району Дахлак регіону Семіен-Кей-Бахрі.

## Географія
Розташований на північ від острова Нахалег. Довжина острова 4,5 км, ширина — 2 км. На південному сході виділяється вузький півострів (в основі ширина 20-25 м), який на кінці розширюється до 1,5 км. Острів, окрім заходу, облямований кораловими рифами.